# Formule Renault BARC
De Formule Renault BARC was een raceklasse voor beginnende coureurs. De klasse was een perfecte opstapklasse om naar de World Series by Renault door te stromen. Voor teams in de FR2000 klasse kostte de auto £15.000 en voor teams in de Club klasse £40.000. Er waren acht races in één seizoen. Het was onderdeel van Renault Sport.

## De auto
In de auto lag een V4 1998cc (2.0L) met 192 pk. De auto's reden op Michelin Control Type FR 2.0 banden, gemonteerd op 12' OZ velgen. Ze gebruikten Ferodo remmen, de rembalans kon de coureur zelf instellen. Het chassis werd ontworpen door Milan en verder ontwikkeld door Renault Sport.

## Kampioenen
| Jaar | Kampioen            |
| ---- | ------------------- |
| 2011 | Alex Lynn           |
| 2010 | Tom Blomqvist       |
| 2009 | Dean Smith          |
| 2008 | Adam Christodoulou  |
| 2007 | Duncan Tappy        |
| 2006 | Sebastian Hohenthal |
| 2005 | Oliver Jarvis       |
| 2004 | Mike Conway         |
| 2003 | Lewis Hamilton      |
| 2002 | Danny Watts         |
| 2001 | Carl Breeze         |
| 2000 | Kimi Räikkönen      |
| 1999 | Antonio Pizzonia    |
| 1998 | Aluizio Coelho      |
| 1997 | Marc Hynes          |
| 1996 | David Cook          |
| 1995 | Guy Smith           |
| 1994 | James Matthews      |
| 1993 | Ivan Arias          |
| 1992 | Pedro de la Rosa    |
| 1991 | Jason Plato         |
| 1990 | Thomas Erdos        |
| 1989 | Neil Riddiford      |

| Jaar      | Kampioen          |
| --------- | ----------------- |
| 2011-2012 | Oliver Rowland    |
| 2010-2011 | Alex Lynn         |
| 2009-2010 | Harry Tincknell   |
| 2008-2009 | James Calado      |
| 2007-2008 | Richard Singleton |
| 2006–2007 | Franck Mailleux   |
| 2005–2006 | Junior Strous     |
| 2004–2005 | Stuart Hall       |
| 2003–2004 | Jay Howard        |
| 2002–2003 | Rob Bell          |
| 2001–2002 | Rob Bell          |
| 2000–2001 | Mark McLoughlin   |
| 1999–2000 | Kimi Räikkönen    |
| 1998–1999 | Antonio Pizzonia  |

| Jaar | Kampioen          |
| ---- | ----------------- |
| 2014 | Pietro Fittipaldi |
| 2013 | Chris Middlehurst |
| 2012 | Scott Malvern     |
| 2011 | Dino Zamparelli   |
| 2010 | Alice Powell      |
| 2009 | Kieren Clark      |
| 2008 | Ollie Hancock     |
| 2007 | Hywel Lloyd       |
| 2006 | Ian Pearson       |
| 2005 | Nick Wilcox       |
| 2004 | Nick Wilcox       |
| 2003 | James Gornall     |
| 2002 | Jeremy Smith      |
| 2001 | Martin Wallbank   |
| 2000 | Jamie Beales      |
| 1999 | Elliot Lewis      |
| 1998 | Nick Dudfield     |
| 1997 | Peter Clarke      |
| 1996 | Ian Astley        |
| 1995 | David Henderson   |

## Puntensysteem
| positie | punten |
| ------- | ------ |
| 1       | 10     |
| 2       | 9      |
| 3       | 8      |
| 4       | 7      |
| 5       | 6      |
| 6       | 5      |
| 7       | 4      |
| 8       | 3      |
| 9       | 2      |
| 10      | 1      |

Je krijgt een extra punt als je de pole position hebt en/of de snelste raceronde hebt. Om de stand in het kampioenschap te bepalen worden alle punten opgeteld behalve de punten van het slechtste resultaat. 
In de beide klassen krijgt de eerste plek 150£, de tweede 125£, de derde 100£, de vierde 75£ en de vijfde krijgt 50£.